# Sujata Nahar
Sujata Nahar (* 1925 in Kolkata; † 4. Mai 2007) war eine Schülerin von Aurobindo, Mirra Alfassa und Lebensgefährtin von Satprem.

## Leben
Sujata lebte in ihrer Kindheit in dem kleinen Ort Shantiniketan, nördlich von Kolkata, den der Dichter Rabindranath Tagore gegründet hat. Nach dem frühen Tod ihrer Mutter zog der Vater nach Pondicherry in den Ashram von Aurobindo. Die Kinder folgten ihm nach und Sujata kam dort 1935 im Alter von neun Jahren an. Sie erhielt zunächst Privatunterricht und arbeitete dann als Sekretärin für Pavitra, den französischen Ingenieur und Chemiker, der später Leiter der neu gegründeten Universität wurde. Sie war auch in der Bildungsarbeit des Ashrams tätig.
Satprem, der Anfang 1954 im Ashram ankam und die älteren Schüler unterrichtete, half Pavitra bei der zahlreichen Korrespondenz und den Übersetzungen der Bücher Aurobindos ins Französische. Diese gemeinsame Arbeit brachten Satprem und Sujata zusammen. Von 1965 an begleitete Sujata regelmäßig Satprem bei seinen Treffen mit der Mutter.
Nach dem Tode der Mutter kam es zu einem Zerwürfnis zwischen Satprem und den Verantwortlichen des Ashrams. Nach der Veröffentlichung der Trilogie Mère, in der Satprem das Tonbandmaterial erstmals ausgewertet hatte, wurde er von der Leitung des Ashrams als 'persona non grata' bezeichnet und musste den Ashram verlassen. Sujata folgte ihm.

Sie lebten weitere 29 Jahre zusammen, in denen sie sich ausschließlich der Arbeit im Bewusstsein des Integralen Yogas widmeten, wie er von Aurobindo und der Mutter entworfen worden war.
Sujata starb am 4. Mai 2007 im Alter von 81 Jahren.

## Werke
- Die Mutter Die Biographie – Band 1 »Mirra« ISBN 3-89427-066-7.
- Die Mutter Die Biographie – Band 2 »Die Künstlerin« ISBN 3-89427-080-2.
- Die Mutter Die Biographie – Band 3 »Die Okkultistin« ISBN 3-89427-081-0.
- Die Mutter Die Biographie – Band 4 »Sri Aurobindo« ISBN 3-89427-094-2.
- Die Mutter Die Biographie – Band 5 »Mirra begegnet dem Revolutionär« ISBN 3-89427-159-0.
- Die Mutter Die Biographie – Band 6 »Mirra in Südindien« ISBN 978-3-89427-375-0.